# شکره‌نامه
شکره‌نامه ماهانی، شکره، شکر، شکرنامه یا اشکره‌نامه یک کتاب بازنامه به زبان طبری اثر وشمگیر، دومین پادشاه دودمان زیاریان است. آن‌گونه که عمر خیام در کتاب نوروزنامه نوشته، شکر دربارهٔ تربیت و شکار باز نوشته شده‌بود. امروزه نسخه‌ای از این کتاب باقی نمانده است. دربارهٔ این کتاب گفته‌اند: با این که وشمگیر در دوران حکومتش - به موجب جنگ‌های فراوان - وقت فراغت زیادی نداشت، ولی هر زمانی که فارغ از امور مملکتی می‌شد، به شکار می‌پرداخت و در تربیت باز توانایی زیادی داشت.